# Елени Фурейра
Елени Фурейра (на гръцки: Ελένη Φουρέιρα), родена на 7 март 1987 г. във Фиер, Албания) e гръцка певица и танцьор.
Започва музикалната си кариера през 2007 г. като член на гръцката момичешка група Mystique, преди да продължи самостоятелна кариера след разпускането на групата през 2009 г. Представя Кипър на Евровизия 2018 с песента Fuego и завършва 2-ра.
Фурейра подписа солов договор с Юнивърсъл Мюзик Груп и през 2010 г. издава едноименния си дебютен албум, който получава платинен сертификат в Гърция. По-късно тя подписва с Minos EMI и издава втория и третия си студиен албум, Ti Poniro Mou Zitas и Anemos agapis, съответно през 2012 и 2014 г. И двата албума са добре приети в Гърция и Кипър. Фурейра напуска Minos EMI през 2015 г. и подписва с Panik Records. Четвъртият ѝ студиен албум, Василиса, излиза през 2017 г.

## Дискография
- Eleni Foureira (2010)
- Ti Poniro Mou Zitas (2012)
- Anemos Agapis (2014)
- Vasilissa (2017)
- Gypsy Woman (EP) (2019)
- Poli_Ploki (2022)